# Nojon

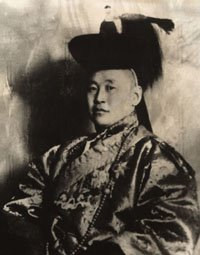
Širindambyn Namnansüren, předseda vlády autonomního Mongolska v letech 1912-1915 za vlády Bogda chána.

Nojon (mongolsky ноён) byl vrchní velitel mongolských a turkotatarských vojenských jednotek o síle 10 000 mužů (tzv. tümenů) v éře Čingischána a jeho následovníků. Nejvýznamnějšími nojony Čingischánovy armády byli Subotaj (Sübetej) a Čepe (Džebe). V moderní mongolštině se používá také jako zdvořilé oslovení muže, asi jako české „pan“. 